# Pseudocoris yamashiroi
Pseudocoris yamashiroi är en fiskart som först beskrevs av Schmidt, 1931.  Pseudocoris yamashiroi ingår i släktet Pseudocoris och familjen läppfiskar. IUCN kategoriserar arten globalt som livskraftig. Inga underarter finns listade i Catalogue of Life.